# Bagneaux
Bagneaux è un comune francese di 232 abitanti situato nel dipartimento della Yonne nella regione della Borgogna-Franca Contea.

## Geografia fisica
Bagneaux è situato due chilometri ad est di Villeneuve-l'Archevêque. Il comune comprende anche le frazioni di Rateau e les Marchais, che sono situate a nord del paese.

## Società

### Evoluzione demografica
Abitanti censiti